# Friedrich Gerstäcker

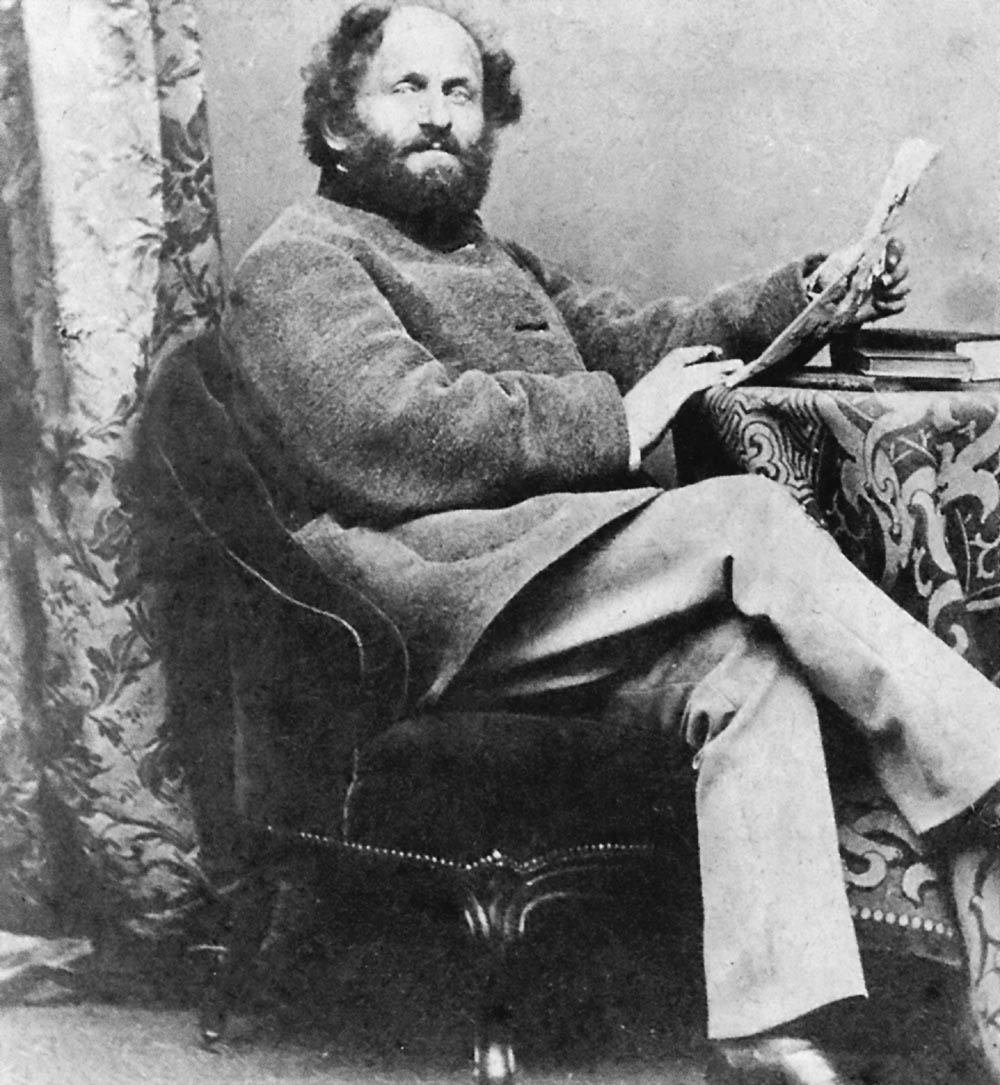
Friedrich Gerstäcker

Friedrich Gerstäcker, född 10 maj 1816 i Hamburg, död 31 maj 1872 i Braunschweig, var en tysk författare.
Gerstäcker begav sig 1837 till Amerika, där han förde ett omväxlande liv, bland annat som jägare i urskogarna och som hotellvärd i Louisiana. Åren 1849-52, 1860-61, 1862 och 1867-68 gjorde han nya resor i Amerika och Afrika. Han lämnade en mängd skildringar av sina intryck från Amerika samt åtskilliga förströelseromaner. Gerstäckers Gesammelte Schriften (44 band) utgavs 1872-79.